# Abandon
Abandon af fransk abandon = "forladen", "opgivelse". I søretten bruges ordet almindeligt, når man vil udtrykke den ret, der næsten overalt gives ejeren af skib eller ladning til at afstå (abandonnere) den til en anden og derved opnå visse fordele eller slippe for visse forpligtelser over for denne[kilde mangler]. 
Først kan nævnes den ret til abandon, som ejeren af forsikret skib eller ladning har over for forsikreren (abandon kaldes i denne betydning for "délaissement" i fransk søret). I almindelighed må en forsikret for at få forsikringssummen udbetalt føre fuldt bevis for, at tingen er gået tabt. I visse tilfælde, hvor et sådant bevis er umuligt, nøjes man med en stor sandsynlighed. Fra gammel tid er der således givet ejeren krav på hele forsikringssummen, når skibet er forsvundet. Dvs. at det har været så længe borte uden efterretninger, at der er overvejende sandsynlighed for, at det er gået tabt[kilde mangler]. 
Selvfølgelig bør retten til forsikringssummen ved abandon gøres afhængig af, at forsikreren nyder godt af det forsikredes mulige redning. Derfor skal den forsikrede inden en vis frist afgive en ubetinget og uigenkaldelig erklæring om, at han vil afstå sin ejendom til forsikreren imod at få summen udbetalt, og ejendomsretten går da over til forsikringsselskabet, når beløbet er betalt[kilde mangler]. 
Sølovenes giver endvidere mulighed for abandon, når skibet ved stranding eller anden søulykke er blevet så beskadiget, at dets istandsættelse er umulig eller ikke kan betale sig, og dernæst når tingen ganske vist består endnu, men ejerens udsigt til at få den igen er væsentlig forringet, idet skib eller ladning er taget af sørøvere, tilbageholdt af offentlige myndigheder, eller skibet er forladt af besætningen[kilde mangler]. 
Langt vigtigere er reglerne her om abandon af skib[kilde mangler]. I almindelighed kan rederen frigøre sig for de forpligtelser, der er opstået under skibsfarten ved at abandonnere skibsformuen (dvs. det enkelte skib med tilbehør og fragt) til de berettigede[kilde mangler].
Om abandon i folkeretlig forstand se Kontrabande.